# Кения на зимних Олимпийских играх 2006
Кения принимала участие в зимних Олимпийских играх 2006 года в Турине (Италия) в третий раз за свою историю, но не завоевала ни одной медали. Кенийская делегация состояла из одного спортсмена — трёхкратного участника Олимпийских игр лыжника Филипа Бойта. В своём единственном соревновании он финишировал 91-м на дистанции 15 км среди мужчин.

## Подготовка
Национальный олимпийский комитет Кении был признан Международным олимпийским комитетом 1 января 1955 года. С тех пор спортсмены страны участвовали в большинстве летних Олимпийских игр и до 2016 года завоевали ровно 100 медалей на летних Олимпиадах. Однако их первое участие в зимних Олимпийских играх состоялось только на Играх 1998 года. Кения никогда не выигрывала медали на зимних Олимпийских играх. Кенийская делегация первой зарегистрировалась на Олимпийских играх в Турине. Зимние Олимпийские игры 2006 года проходили с 10 по 26 февраля; в них приняли участие в общей сложности 2 508 спортсменов, представляющих 80 международных олимпийских комитетов. Делегация Кении состояла из одного спортсмена, лыжника Филипа Бойта. Он был знаменосцем как на церемонии открытия, так и на церемонии закрытия.

## Лыжные гонки
Филип Бойт, получивший международное признание после последнего места на зимних Олимпийских играх 1998 года, участвовал в своих третьих Олимпийских играх в качестве единственного представителя Кении. Во время Олимпийских игр в Турине ему было 26 лет. 17 февраля Бойт финишировал на дистанции 15 км за 53 минуты и 32,4 секунды, что поставило его на 91-е место из 96 финишировавших. Золотую медаль завоевал Андрус Веэрпалу из Эстонии за 38 минут и 1,3 секунды, серебро завоевал Лукаш Бауэр из Чехии, а бронзу взял Тобиас Ангерер из Германии.

### Мужчины
| Спортсмен  | Дисциплина                 | Время   | Место |
| ---------- | -------------------------- | ------- | ----- |
| Филип Бойт | 15 км (классический стиль) | 53:32.4 | 91    |